# Georges Millé
Pour les articles homonymes, voir Mille.
Georges Marie Millé (Paris, 11 décembre 1905 - au large de Cassis, 18 décembre 1943), est un officier de marine français.

## Biographie
En octobre 1927, il est reçu aux concours d'entrée de l'École normale supérieure ainsi qu'à l'École polytechnique et choisit cette dernière et, à sa sortie, la marine.
Enseigne de vaisseau de 2e classe (octobre 1929), il embarque sur le croiseur Suffren puis passe sur le cuirassé Paris et sur les torpilleurs Sakalave et Annamite (1931) de la classe Arabe. Enseigne de 1re classe en octobre 1931, il sert sur le sous-marin Achille et reçoit en janvier 1933 le certificat d'aptitude à la navigation sous-marine. 
En octobre 1934, il sort premier du cours des officiers torpilleurs et fait campagne sur l'aviso Savorgnan de Brazza en Extrême-Orient. Promu lieutenant de vaisseau (novembre 1936), il est en septembre 1937 le second du sous-marin Achille et participe à son bord à une escorte de convois entre le Canada et la France, à la campagne de Norvège et de la mer du Nord (avril-mai 1940) et mérite alors une citation. 
En juin 1940, l'Achille ayant été sabordé à Brest pour ne pas tomber aux mains de l'ennemi, il est fait prisonnier. Il parvient alors à s'évader et rejoint la zone libre. 
Il commande en novembre 1940 le Chasseur-IV à Toulon puis en décembre 1941 le sous-marin Antiope avec lequel il participe aux combats de Casablanca (8-9 novembre 1942) et parvient à échapper aux attaques américaines. Il effectue plusieurs missions en Méditerranée puis prend les commandes en décembre 1943 du sous-marin Protée. 
Lors d'une patrouille au large de Cassis, le Protée disparaît (vraisemblablement vers le 29 décembre) avec tous ses occupants. 
Millé est promu capitaine de corvette à titre posthume en avril 1944 ainsi que chevalier de la Légion d'honneur en juin. Il laissa également son nom à une base parisienne de la Marine Nationale, abritant à Houilles le commandement de la gendarmerie maritime, ainsi qu'au sous-marin Millé.
L'épave du Protée ne fut retrouvée qu'en 1996.